# Micrófono de condensador
Se llama también micrófono electrostático por analogía a la nomenclatura micrófono dinámico para el micrófono de bobina móvil, no obstante en este caso esta terminología no está bien empleada.

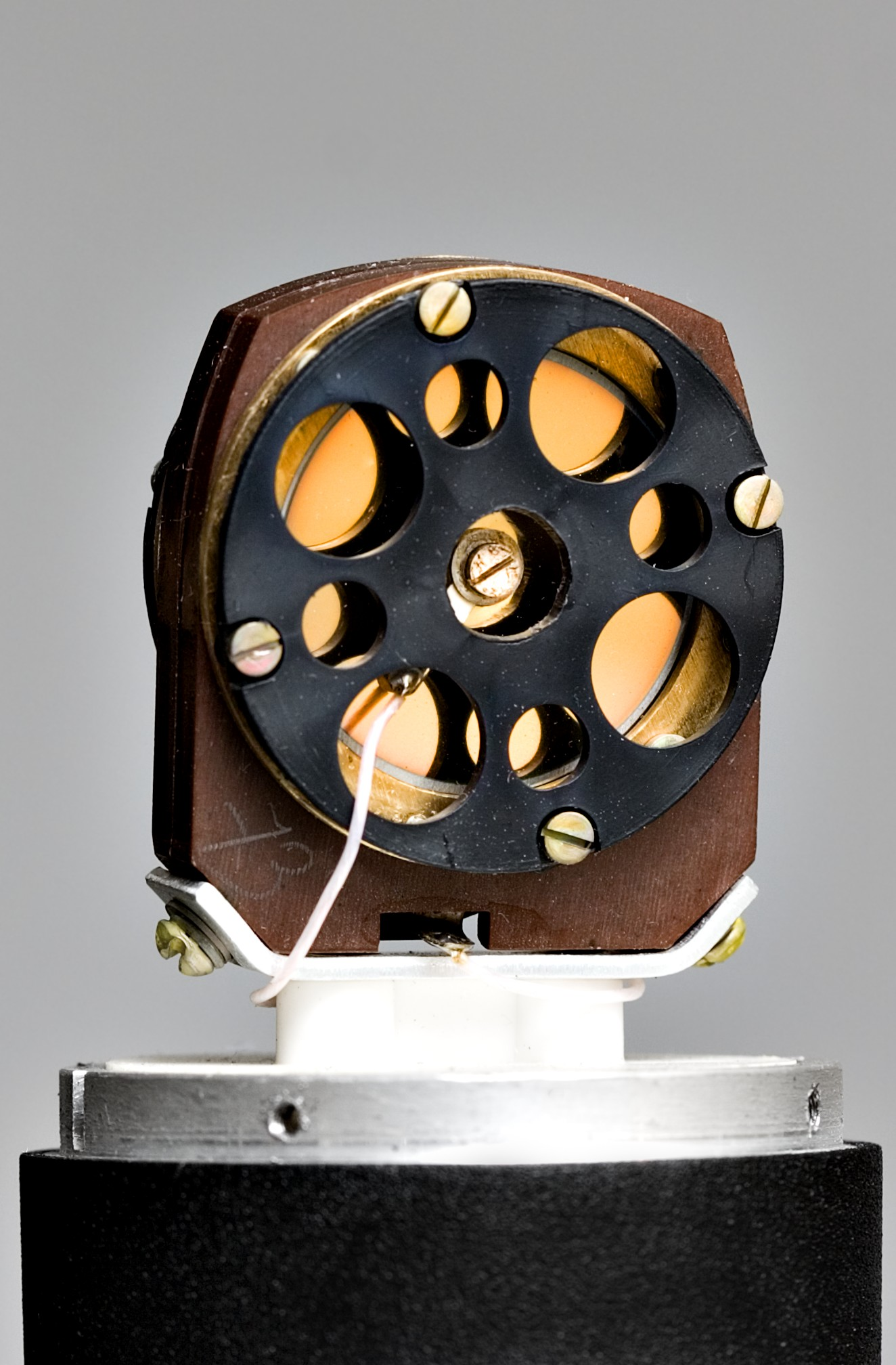
Micrófono de condensador.

La razón, el micrófono electret y el micrófono de condensador de radiofrecuencia también son electrostáticos. Otro nombre que recibe es el de micrófono de capacidad

## Micrófono de condensador
En los micrófonos de condensador la cápsula microfónica está formada por dos placas de condensador, una fija y la otra móvil, separadas por un material aislante. 
El micrófono de condensador se basa en un hecho físico: si una de las placas de un condensador tiene libertad de movimiento con respecto a otra que permanece fija, la capacidad de almacenar carga va a variar. La placa móvil hace la función de membrana del micrófono. Se trata de un disco conductor (base de poliéster con recubrimiento de metal vaporizado que es lo que lo hace conductor) de 12 a 25 mm de diámetro. Es esta placa móvil la que se acerca o se aleja de la fija, provocando una variación en la carga eléctrica almacenada (se ganan o pierden electrones en las placas por la variación de la capacidad). Dicha variación de carga  produce  una variación de tensión  que da lugar a la señal del micrófono, pues se pone una resistencia en serie con la fuente Phantom.
Las placas del condensador necesitan de un "potencial" para poder funcionar y hacer depender la tensión de la carga . Este potencial se obtiene de una pila interna, o bien se lo proporciona el amplificador al que se conecta el micrófono  lo que  se conoce como Phantom power o alimentación fantasma (El phantom power es el sistema más extendido, pero también existe otro que se utiliza mucho, sobre todo en cine:Alimentación A-B). El consumo de corriente varía entre los 0,5 y los 8 mA. La alimentación externa llega al micrófono desde la mesa de mezclas (48 voltios si se trata de corriente continua o 12 voltios si se trata de corriente alterna. Además, hay micrófonos preparados para alimentación de 18, 24 y 32 voltios) Ante una mesa dada, saber si trabaja con corriente continua o alterna es fácil. Las tomas de corriente de los edificios proporcionan corriente alterna, por ello, las mesas que trabajen con corriente continua precisan un transformador y, en la toma de corriente, éste es un elemento que queda a la vista). Además de proporcionar energía a las placas, la alimentación phantom o la pila, también suministran la corriente necesaria para hacer funcionar el circuito preamplificador (pre-amp) que los micrófonos de condesador necesitan, dado que su señal de salida es débil. El preamplificador está formado por un transistor de efecto de campo (FET). Este preamplificador puede estar integrado en el micrófono o ubicado en un dispositivo separado. La existencia de este preamplificador hace que el micrófono de condensador pueda entregar una señal de salida de nivel de línea.

También este tipo de micrófonos tienen la función (fate) la cual sirve para aumentar la amplitud (volumen) para el uso del usuario.

## Características
Una buena parte de los micrófonos de condensador son de direccionabilidad variable. Es decir, poseen un interruptor que permite elegir la direccionalidad (Super cardioide, direccional u omnidireccional) más conveniente ante una toma de sonido dada. 
La frecuencia de resonancia de los micrófonos de condensador se sitúa en la zona de los agudos (de 12 a 20 kHz), sin embargo, como el diafragma es menos pesado que el de los micrófonos de bobina móvil, no consigue picos tan altos como aquel.
Los micrófonos de condensador son los más utilizados por los profesionales, debido a su respuesta tan clara ante la voz; que es siempre requerida para grabar pues, de todas las modalidades, ofrecen la mayor respuesta en frecuencia: de 20 Hz a 20.000 Hz. Actualmente el micrófono de condensador está considerado por los profesionales como el estándar de máxima calidad, quedando el resto de modalidades para aplicaciones específicas.
La gran ventaja del micrófono de condensador es que el tamaño de su diafragma no está limitado por el hecho de tener que acoplarse a un determinado campo magnético, como ocurre en los electrodinámicos (de bobina móvil o de cinta).
Otra gran ventaja es que gracias a su poca masa se puede diseñar con la resonancia a frecuencias en el extremo alto de la banda de audio, dando respuesta plana en toda la banda. Además, permite una calibración constante en el tiempo.
La principal desventaja de los micros de condensador es que, por su gran sensibilidad, si la fuente sonora es muy alta o está demasiado alta, puede producir distorsión por sobre carga, lo que entre los profesionales recibe el nombre de sonido quemado.
Otro inconveniente es que presentan una impedancia de salida muy alta, por lo que la longitud de cable para que no haya pérdidas debe ser corta.
Además, también presentan otros grandes inconvenienes: se ven afectados por las condiciones de humedad y temperatura, son muy frágiles y tienen un alto coste.